# Real Hacienda
Real Hacienda är en ort i Mexiko.   Den ligger i kommunen Tarímbaro och delstaten Michoacán de Ocampo, i den södra delen av landet, 220 km väster om huvudstaden Mexico City. Real Hacienda ligger 1 896 meter över havet och antalet invånare är 3 921.
Terrängen runt Real Hacienda är kuperad åt sydväst, men åt nordost är den platt. Runt Real Hacienda är det tätbefolkat, med 411 invånare per kvadratkilometer. Närmaste större samhälle är Morelia, 5,7 km söder om Real Hacienda. I omgivningarna runt Real Hacienda växer huvudsakligen savannskog.